# Gunnar Hansen

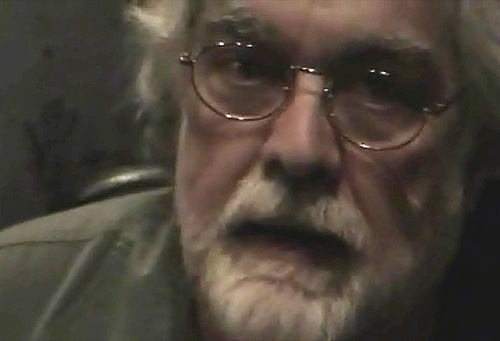
Gunnar Hansen (2006)

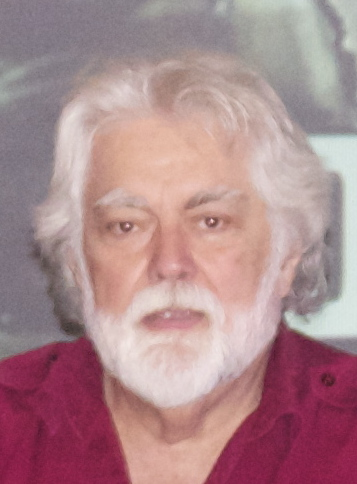
Gunnar Hansen (2012)

Gunnar Hansen (* 4. März 1947 in Reykjavík, Island; † 7. November 2015 im Hancock County, Maine) war ein isländisch-US-amerikanischer Schauspieler und Autor. Am bekanntesten ist seine Rolle als „Leatherface“ in dem Horrorfilm Blutgericht in Texas (1974).

## Leben
Der in Island geborene Gunnar Hansen zog im Alter von fünf Jahren mit seiner Familie in die Vereinigten Staaten. Bis zu seinem elften Lebensjahr lebte Hansen in Maine, ehe seine Familie schließlich nach Texas zog. Dort besuchte er sowohl die Austin High School als auch die University of Texas in Austin. Er studierte englische Sprache und Mathematik. Während seiner Collegezeit sammelte er erste Theatererfahrungen.
1973 bewarb sich Gunnar Hansen erfolgreich beim Casting für Tobe Hoopers und Kim Henkels Film Blutgericht in Texas (The Texas Chain Saw Massacre); er erhielt die Rolle des maskierten, kettensägenschwingenden Mörders „Leatherface“. Der Film entwickelte sich zum Kultfilm, und Gunnar Hansen wurde zu einem geläufigen Namen unter Fans des Horrorgenres. Gunnar Hansen wollte jedoch die Schauspielerei nicht fortsetzen, sondern sich der Schriftstellerei widmen. Nachdem er ein weiteres Jahr Schule absolviert hatte, kehrte er zurück nach Maine und begann zu schreiben. Eine angebotene Rolle in dem Film Hügel der blutigen Augen (1977) lehnte er ab.
Nachdem er als Autor an eigenen Büchern gearbeitet sowie für Magazine geschrieben hatte, kehrte Gunnar Hansen in den späten 1980er-Jahren auch wieder zur Schauspielerei zurück. So agierte er 1988 in der Horror-Parodie Mit Motorsägen spaßt man nicht. Danach trat er in 20 weiteren Filmen, zumeist Low-Budget-Produktionen im Horrorgenre, auf. 2009 war er in dem in Island produzierten Reykjavík Whale Watching Massacre zu sehen. Parallel dazu verfasste er weiterhin Drehbücher für Horror- und Dokumentarfilme. Als Autor veröffentlichte er 2013 das Buch Chain Saw Confidential, in dem er über die Entstehungsgeschichte seines bekanntesten Filmes schrieb.
Gunnar Hansen starb am 7. November 2015 im Alter von 68 Jahren in seinem Haus in Maine an Bauchspeicheldrüsenkrebs.

## Filmografie (Auswahl)
- 1974: Blutgericht in Texas (The Texas Chain Saw Massacre)
- 1977: Fluch der Dämonen (The Demon Lover)
- 1988: Mit Motorsägen spaßt man nicht (Hollywood Chainsaw Hookers)
- 1991: Campfire Tales
- 1995: Exploding Angel
- 1995: Freakshow
- 1995 : Mosquito
- 1996: Repligator
- 1999: Hellblock 13
- 2002: Hatred of a Minute
- 2002: Rachel’s Attic
- 2002: Witchunter
- 2003: Next Victim
- 2004: Chainsaw Sally
- 2004: Murder-Set-Pieces
- 2005: Apocalypse and the Beauty Queen
- 2005: Wolfsbayne
- 2006: Swarm of the Snakehead
- 2006: The Deepening
- 2007: Brutal Massacre: A Comedy
- 2007: Gimme Skelter
- 2007: Shudder
- 2009: It Came from Trafalgar
- 2009: Reykjavik Whale Watching Massacre
- 2009: Won Ton Baby!
- 2013: Texas Chainsaw 3D